# BaBe
 (mai 2025).
Si vous disposez d'ouvrages ou d'articles de référence ou si vous connaissez des sites web de qualité traitant du thème abordé ici, merci de compléter l'article en donnant les références utiles à sa vérifiabilité et en les liant à la section « Notes et références ».
Pour les articles homonymes, voir Babe (homonymie).
BaBe est un duo féminin de J-pop, actif de 1987 à 1990, composé de deux idoles japonaises, Tomoko Kondō (近藤智子, née le 17 février 1968) et Yukari Nikaidō (二階堂ゆかり, née le 29 août 1967). Sa carrière débute par une reprise en japonais de Give Me Up, une chanson de Michael Fortunati ; cette version japonaise sert de générique à une série télévisée, et sera reprise à son tour de nombreuses fois. Le duo se sépare en 1990 quand Nikaidō tombe enceinte et se marie.

## Liens
- (en) Fiche sur idollica